# Połomino
Połomino (deutsch Poldemin) ist ein Dorf in der Woiwodschaft Westpommern in Polen. Es gehört zur Gmina Dygowo (Landgemeinde Degow) im Powiat Kołobrzeski (Kolberger Kreis).

## Geographische Lage
Das Dorf liegt in Hinterpommern, etwa 115 Kilometer nordöstlich von Stettin und etwa 15 Kilometer östlich von Kołobrzeg (Kolberg).
Die nächsten Nachbardörfer sind im Westen Gąskowo (Ganzkow), im Norden Rusowo (Rützow) und im Süden Jażdże (Jaasder Katen).

## Geschichte
Das Dorf Poldemin wurde erstmals im Jahre 1263 erwähnt, als Hermann von Gleichen, der Bischof von Cammin, den Sprengel der neuen Pfarrkirche in Fritzow festlegte. Zu den nach Fritzow eingepfarrten Dörfern gehörte auch das damals „Pollemyn“ genannte Dorf. Poldemin blieb dann auch nach der Reformation und bis 1945 nach Fritzow eingepfarrt.
Im Jahre 1415 verkaufte der Besitzer von Poldemin, ein Heinrich Bartin, das Dorf an das Nonnenkloster zu Kolberg, was Bischof Siegfried II. von Cammin im Jahre 1429 bestätigte. Das Dorf kam in der Reformation zusammen mit dem übrigen Klosterbesitz an den Landesherrn und wurde als Teil des Amtes Kolberg-Altstadt verwaltet. Im 17. und 18. Jahrhundert war Poldemin als Lehen an Angehörige der adligen Familie Damitz vergeben, erschien aber 1784 wieder unter den Dörfern des Amtes Kolberg.
In Ludwig Wilhelm Brüggemanns Ausführlicher Beschreibung des gegenwärtigen Zustandes des Königlich-Preußischen Herzogtums Vor- und Hinterpommern (1784) ist das Dorf Poldemin als eines von sieben Dörfern des Amtes Kolberg genannt. Damals gab es hier fünf Bauernstellen, darunter ein Schulze, zwei Halbbauernstellen, zwei Kossäten und einen Büdner, der zugleich Holzwärter war, insgesamt 12 Haushaltungen („Feuerstellen“).
Im 19. Jahrhundert wurden zahlreiche Ausbauten in der Gemarkung des Dorfes angelegt, so dass Poldemin den Charakter einer Streusiedlung erhielt. Bis 1945 blieb Poldemin landwirtschaftlich geprägt, es gab keine Gewerbebetriebe.
Die Landgemeinde Poldemin lag bis 1872 im Kreis Fürstenthum und kam mit dessen Aufteilung zum Kreis Kolberg-Körlin. Zur Gemeinde gehörten keine weiteren Wohnplätze.
1945 kam Poldemin, wie ganz Hinterpommern, an Polen. Die Einwohner wurden vertrieben. Der Ortsname wurde zu „Połomino“ polonisiert.
Heute gehört der Ort zur Gmina Dygowo (Landgemeinde Degow). Er ist weitgehend verlassen.

## Entwicklung der Einwohnerzahlen
- 1816: 067 Einwohner[3]
- 1855: 208 Einwohner[3]
- 1885: 158 Einwohner[3]
- 1905: 162 Einwohner[3]
- 1919: 154 Einwohner[3]
- 1933: 144 Einwohner[3]
- 1939: 143 Einwohner[3]